# Forcipomyia grallator
Forcipomyia grallator är en tvåvingeart som beskrevs av Debenham 1987. Forcipomyia grallator ingår i släktet Forcipomyia och familjen svidknott. Inga underarter finns listade i Catalogue of Life.